# Андижансай
Андіжанса́й (узб. Andijonsoy/Андіжонсою) — канал у Кургантепінському, Джалакудуцькому та Андижанському районах Андижанської області Узбекистану. Часто називається річкою, географ А. Л. Рейнгард характеризує Андіжансай (разом із Шахріхансаєм) як штучно освічену річку, у зв'язку зі створенням каналу для неї.
Живиться водами річки Карадар'ї.

## Гідрографічна характеристика
Загальна довжина Андижансая складає 76,7 км, пропускна спроможність дорівнює 45,0 м / с. Швидкість течії у районі залізничної станції Андижан-Южний становить 0,5 м/с.
Андіжансай є древнім каналом, його створення відносять до II тисячоліття до н.е. Він проходить по долині, що поперечно прорізає Андижанські адири. С. Богатирьов вказує, що корінь-сай у назві каналів позначає будівництво на базі староріч і сухих русел. По ділянці сучасної долини Андижансая раніше протікала природна річка Акбура, русло якої згодом почало з'єднуватися з каналом (нині Акбура вичерпується вище за течією). У зв'язку з тектонічним підняттям за час існування водотоку Андижансай розробив долину з трьома терасами.
На передуст'євій ділянці Андіжансай функціонує як самостійна річка, яка мало залежить від водозабору з Карадар'ї. Тут Андіжансай не пересихає навіть при перекритому шлюзі головної споруди і ніколи не замерзає (на самій Карадар'ї можливе короткочасне утворення льоду вздовж берегів).

## Течія каналу

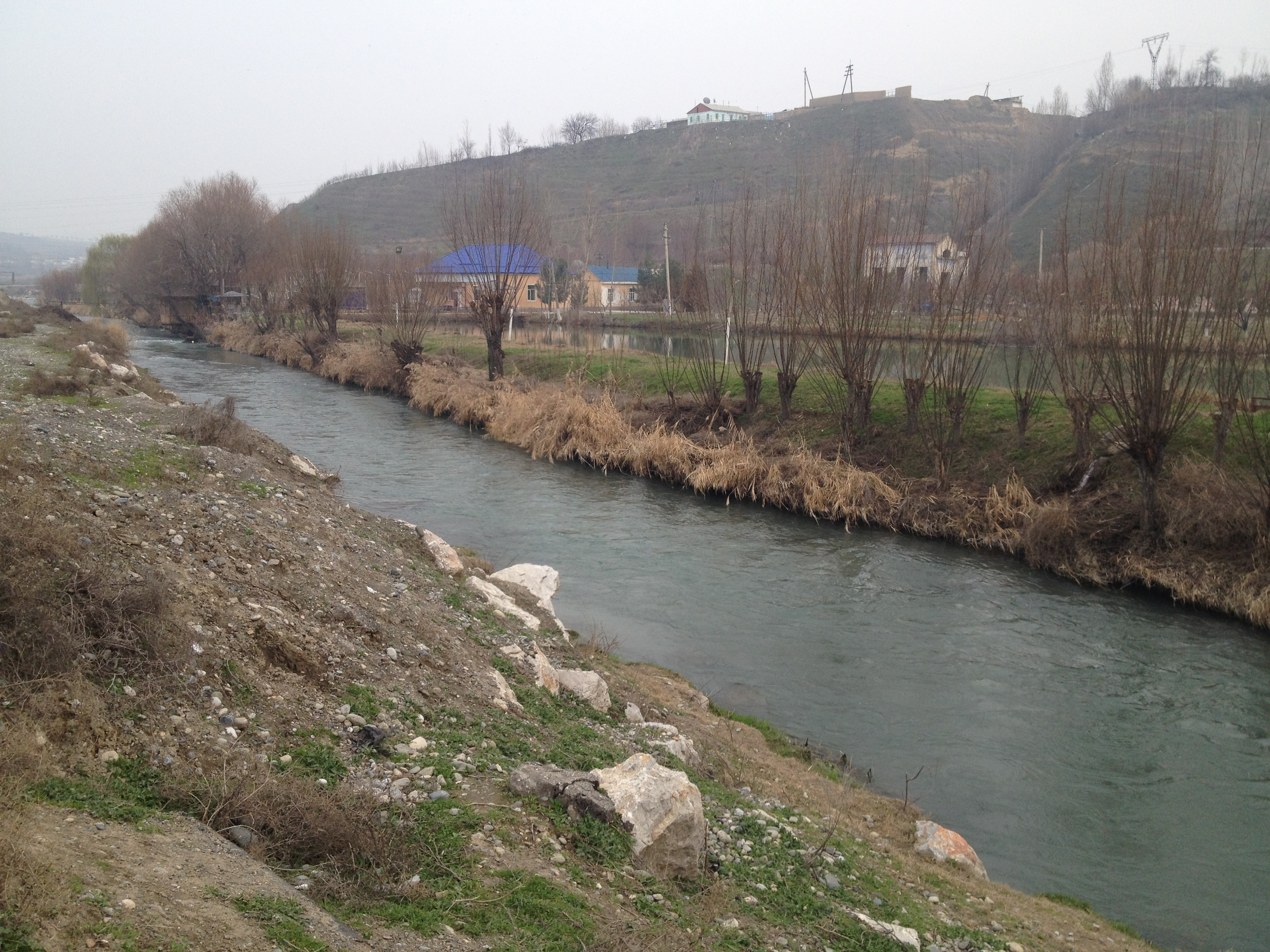
Андіжансай на східній околиці мiста Андижан. Видно південний схил долини

Андіжансай бере початок від Кампирраватської греблі, що перегороджує річку Карадар'ю з утворенням Андижанського водосховища, на висоті близько 800 м-коду.
Канал тече в загальному західному напрямку, вище за місто Андижан повертає на північний захід і далі проходить територією міста в північному напрямку. Нижче міста знову орієнтується на захід, води, що залишилися в руслі, незабаром скидаються у Великий Ферганський канал, на висоті близько 460 м.

## Господарське використання
Андіжансай забезпечує водопостачання посівів у Кургантепінському, Джалакудуцькому, Андижанському та Алтинкульському районах Андижанської області. Крім того, в місті Андижан води каналу використовуються на потреби Андижанського біохімічного заводу і для поливу квітників.
З Андіжансая беруть початок близько 10 порівняно великих каналів, такі як Ішкал, Джурабай, Дехкан, Янгі-Кутарма, Катартал, Кокгумбаз, Хотан, Кошарик, Дериваційний, і близько 30 дрібних. За течією збудовано 6 великих водорозподільних споруд, з них 3 обладнані телемеханічними системами. Для забору води на зрошення посівів діє ряд насосів, у тому числі на території Андижана (масив Йомонадир).